# Bán đảo Cotentin
Bán đảo Cotentin (tiếng Anh Mỹ: /ˌkoʊtɒ̃ˈtæ̃/, tiếng Pháp: [kɔtɑ̃tɛ̃]; tiếng Norman: Cotentîn [kotɑ̃ˈtẽ] (nghe)), còn được gọi là Bán đảo Cherbourg, là một bán đảo ở Normandy tạo thành một phần của bờ biển phía Tây Bắc của Pháp. Nó kéo dài về phía Tây Bắc vào Eo biển Anh, về phía Vương quốc Anh. Phía Tây của nó là Vịnh Saint-Malo và Quần đảo Eo biển, và phía Tây Nam là Bán đảo Brittany.
Bán đảo nằm hoàn toàn trong tỉnh Manche, thuộc vùng Normandy.